# جوزیا دابلیو. بیلی
جوزیا دابلیو. بیلی (به انگلیسی: Josiah W. Bailey) سناتور سابق عضو حزب دموکرات ایالات متحده آمریکا بود. وی در سال ۱۹۳۱ تا ۱۹۴۶ میلادی سناتور ایالت کارولینای شمالی در سنای ایالات متحده آمریکا بود.